# التشبشبز (فلم)
التشبشبز (بالإنجليزية: The ChubbChubbs!) هو فيلم رسوم متحركة تم إنتاجه في الولايات المتحدة وصدر في سنة 2002.

## وصلات خارجية
- مقالات تستعمل روابط فنية بلا صلة مع ويكي بيانات

1. ↑  PIMPJOE_ESB (8 أغسطس 2007). "Catch the ChubbChubbs Saving Xmas With "Daddy Day Camp"". CountingDown.com. مؤرشف من الأصل في 2007-09-27. اطلع عليه بتاريخ 2010-11-10.
2. ↑  "The ChubbChubbs are Back!". ComingSoon.net. 6 أغسطس 2007. مؤرشف من الأصل في 2016-03-04. اطلع عليه بتاريخ 2015-10-11.
3. ↑  Gold، Noe (9 ديسمبر 2003). "The hubbub over 'ChubbChubbs'". Variety. مؤرشف من الأصل في 2018-07-29. اطلع عليه بتاريخ 2015-10-11.